# Euploea valeriana
Euploea valeriana är en fjärilsart som beskrevs av Hans Fruhstorfer 1904. Euploea valeriana ingår i släktet Euploea och familjen praktfjärilar. Inga underarter finns listade i Catalogue of Life.